# Megan Moulton-Levy
Megan Moulton-Levy (Grosse Pointe, 11 de março de 1985) é uma tenista profissional estadunidense.

## WTA finais

### Duplas: 1 (1 título)
| Legenda                                      |
| -------------------------------------------- |
| Grand Slam (0–0)                             |
| WTA Tour (0–0)                               |
| Tier I / Premier Mandatory & Premier 5 (0–0) |
| Tier II / Premier (0–0)                      |
| Tier III, IV & V / International (1–0)       |

| Finais por Piso |
| --------------- |
| Duro (1–0)      |
| Grama (0–0)     |
| Saibro (0–0)    |

| Posição | N. | Data          | Torneio                           | Piso | Parceira     | Oponentes                   | Placar                |
| Campeã  | 1. | Abril 6, 2014 | Monterrey Open, Monterrey, México | Duro | Darija Jurak | Timea Babos Olga Govortsova | 7–6(7–5), 3–6, [11–9] |